# Макрихори
Макрихори (грч. Μακρυχώρι) је насељено место у општини Места у периферији Источна Македонија и Тракија, Грчка. Према попису из 2021. године био је 81 становник.
Према бугарском географу и историчару, Василу Канчову, у Макрихорију је 1900. године живело 900 Турака. Двадесетих година 20. века турско становништво је принудно исељено у Турску а на њихово место су насељене грчке избегличке породице из Турске, којих је на попису из 1928. године било 673. Село се раније звало Узункој